# Phaenocora virginiana
Phaenocora virginiana är en plattmaskart. Phaenocora virginiana ingår i släktet Phaenocora och familjen Typhloplanidae. Inga underarter finns listade i Catalogue of Life.